# Kleinsporige knolvezelkop
De kleinsporige knolvezelkop (Inocybe albomarginata) is een paddenstoel uit de familie Inocybaceae. Hij vormt ectomycorrhiza met eiken (Quercus) en Fagus. Hij komt voor op enigszins kalkhoudend zand, leem of klei, meestal in lanen, ook in bossen.

## Kenmerken

### Uiterlijke kenmerken
Hoed
De hoed heeft een diameter van 24 tot 48 mm en heeft een vage bult (umbo). 
Lamellen
De lamellen zijn 5 mm breed, bleek geelbruin en worden snel bruiner. 
Steel
De steel is cilindrisch, heeft een lengte van 46 tot 52 mm en is 5 tot 9 mm dik en kan aan de onderzijde zijn verdikt tot 11 mm. 

### Microscopische kenmerken
De sporen hebben de maat (8,0-) 8,3 tot 10,0 (-10,3) × (4,0-) 4,1 tot 4,8 (-5,0) µm. De pleurocystidia hebben een vaag gele celwand van 1 tot 2 µm dikte, kristallen op de punt en hebben een afmeting van 50-68 × 12-17 µm.

## Verspreiding
In Nederland komt hij vrij zeldzaam voor. Hij staat op de rode lijst in de categorie 'Kwetsbaar'.